# Elbtunnel-Marathon

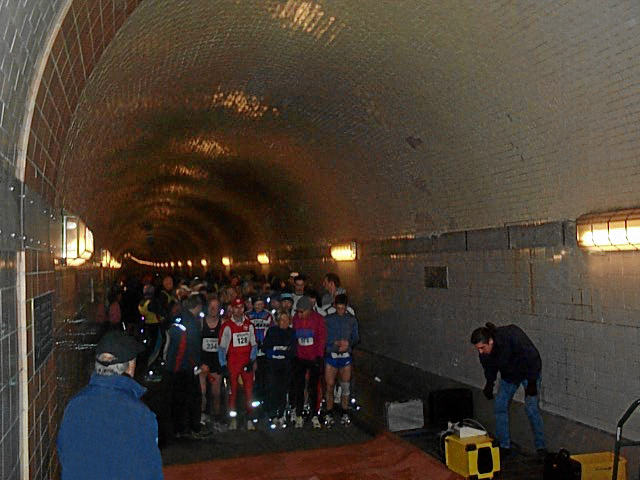
Startaufstellung zum Elbtunnel-Marathon 2004; vorne (Startnummer 128): der spätere Sieger Marek Markowski

Der Elbtunnel-Marathon ist ein Marathonlauf, der von 2000 bis 2009 jährlich im Januar und dann noch einmal im Juni 2019 in Hamburg stattfand. Die Laufstrecke befindet sich im Alten Elbtunnel von Hamburg-Sankt Pauli, und damit komplett unter Tage. 

## Laufstrecke und Teilnehmer
Es werden 48 Runden und ein Zusatzstück von 396,6 m gelaufen. Eine Runde führt durch jeweils beide Tunnelröhren und ist 870,8 m lang. An den Tunnel-Enden steigt der Kurs leicht an, so dass insgesamt etwa 150 Höhenmeter zu bewältigen sind. Die Strecke ist seit 2004 nach den Richtlinien des DLV vermessen.
Wegen der begrenzten Kapazität der Strecke und der Rettungswege ist der Lauf auf 280 Teilnehmer limitiert.

## Geschichte
Der Elbtunnel-Marathon wurde von Christian Hottas im Jahr 2000 ins Leben gerufen und war damals der erste komplett Unter-Tage veranstaltete Marathon. Hottas leitete den Elbtunnel-Marathon von 2000 bis 2005. Sein Nachfolger ist Hans-Joachim Meyer. Veranstalter ist der 100 Marathon Club Deutschland (100MC), eine Vereinigung von Läuferinnen und Läufern, die mindestens 100 mal die Marathondistanz von 42,195 km zurückgelegt haben.
Aufgrund von Sanierungsarbeiten an den Tunnelröhren des Elbtunnels fiel der Elbtunnel-Marathon in den Jahren von 2010 bis 2018 aus. Der Elbtunnelmarathon wurde am 2. Juni 2019 einmalig wieder veranstaltet. Dabei kamen 201 (von 229 gemeldeten) Marathonläufer ins Ziel (164 Männer und 37 Frauen).
In den Folgejahren kann er wegen Fortsetzung der Sanierungsarbeiten wiederum nicht stattfinden. Nach heutigem Wissensstand ist eine Neuauflage ab dem Jahr 2025 möglich.

### Siegerliste
| Jahr      | Männer                        | Zeit                          | Frauen                        | Zeit                          |
| --------- | ----------------------------- | ----------------------------- | ----------------------------- | ----------------------------- |
| 2019      | Marcel Schlag                 | 2:50:45                       | Britta Giesen                 | 3:16:38                       |
| 2010–2018 | Ausfall wegen Tunnelsanierung | Ausfall wegen Tunnelsanierung | Ausfall wegen Tunnelsanierung | Ausfall wegen Tunnelsanierung |
| 2009      | Mark Shepherd                 | 2:40:25                       | Rachael Elliott               | 3:10:49                       |
| 2008      | Mark Shepherd                 | 2:43:09                       | Anke Kelm                     | 3:29:26                       |
| 2007      | Maurizio Muggianu             | 2:51:02                       | Britta Schulz                 | 3:20:14                       |
| 2006      | Johannes Haßlinger            | 2:40:04                       | Britta Schulz                 | 3:26:47                       |
| 2005      | Johannes Haßlinger            | 2:43:31                       | Iris Brümmer                  | 3:24:14                       |
| 2004      | Marek Makowski                | 2:49:17                       | Ricarda Botzon                | 3:02:47                       |
| 2003      | Roger Rogalla                 | 2:44:54                       | Ricarda Botzon                | 2:57:55                       |
| 2002      | Michael Schürig               | 2:37:01                       | Ricarda Botzon                | 2:50:13                       |
| 2001      | Michael Schürig               | 2:46:53                       | Ricarda Botzon                | 2:53:49                       |
| 2000      | Eberhard Bergner              | 2:46:22                       | Ricarda Botzon                | 2:49:32                       |